# Jur Haak sr.
Jurrian (Jur) Haak sr. (Samarang, 3 november 1891 – Sachsenhausen, 30 januari 1945) was een Nederlandse voetballer en atleet. Hij kwam twee keer uit voor het Nederlands elftal en verbeterde eenmaal het Nederlandse record bij het hoogspringen.

## Levensloop
Haak was in 1904 met zijn familie van Nederlands-Indië naar Haarlem verhuisd. Hij kwam net als zijn oudere broers Jan en Albert uit voor voetbalclub Haarlem. Behalve voetbal beoefende hij ook atletiek. In 1912 maakte hij zijn debuut voor het Nederlands elftal. Hij scoorde de 2-1 in een met 3-2 gewonnen uitwedstrijd tegen Duitsland. Ook in de volgende interland tegen België was hij van de partij en maakte hij een doelpunt. Het zou voor Haak bij deze twee interlands blijven.
Op 3 september 1916 brak Haak in Amsterdam het Nederlands record hoogspringen. Hij sprong 1,79 m, een verbetering van het bestaande record van Rudolf Spaander met 10 centimeter. Dit record zou drie jaar van kracht blijven.
De voetballoopbaan van Haak kwam in 1918 ten einde, toen hij besloot als leraar aan de slag te gaan in Nederlands-Indië. Hij keerde in 1921 terug naar Nederland en speelde vervolgens nog een half jaar in het eerste elftal van Haarlem. In 1922 werd hij benoemd als leraar wis- en natuurkunde aan het Amsterdams Lyceum. In 1929 werd hij als leerkracht benoemd aan het nieuw opgerichte Montessori Lyceum Amsterdam.
Tijdens de Tweede Wereldoorlog maakte hij deel uit van het verzet en verborg hij in zijn huis aan de De Lairessestraat in Amsterdam onderduikers. Met zijn echtgenote Jet van Eek werd hij in 1944 opgepakt. Via Kamp Vught kwam hij terecht in het concentratiekamp Sachsenhausen in het Duitse Oranienburg, waar hij in januari 1945 werd omgebracht. Zijn vrouw Jet overleed in een buitenkamp van Groß-Rosen in Reichenbach.

## Nagedachtenis
Journalist Matty Verkamman maakte in 2002 de documentaire Voetbaldromen in tijden van oorlog, die handelde over de levens van Haak en de Duitse voetballer Tull Harder. Harder was bewaker in Sachsenhausen, het kamp waar Haak in 1945 omkwam. Echtgenote Jet van Eek is vanwege haar rol in het verzet in Heerhugowaard vernoemd met de straatnaam Henriëtte Augusta Haak-van Eektuin.
Een zoon van Haak en Van Eek is de kunsthistoricus Bob Haak (1926-2005). Hun kinderen Jur (1919-1970) en Tineke Haak (1922-2004) waren in de Tweede Wereldoorlog actief in de Amsterdamse Studenten Groep.